# Stadion Marymontu Warszawa
Stadion Marymontu Warszawa – stadion klubu Marymont Warszawa położony na warszawskim Żoliborzu. Stadion może pomieścić ok. 10 tys. widzów. Od 2016 jego trybuna wpisana jest do gminnej ewidencji zabytków.

## Historia
Projektantem całego kompleksu sportowego, znanego także jako Park Sportowy ZS „Spójnia”, był Stanisław Barylski. Trybuny powstały w latach 1950−1951, a budynek szatni ok. 1953–1954. Znajdowała się tam również hala szermiercza, gdzie ćwiczyli m.in. Witold Woyda i Ryszard Parulski.
Na stadionie Marymontu jeden z pierwszych meczów młodzieżowej reprezentacji Francji rozegrał Zinédine Zidane, który uczestniczył w Turnieju o Puchar Syrenki.

## Remont obiektu
W 2017 lokalne organizacje zainicjowały zbiórkę podpisów pod petycją z apelem o przeprowadzenie remontu obiektu. Akcję wsparł m.in. Zbigniew Boniek, który na stadionie debiutował w 1974 z juniorską reprezentacją Polski.
W sierpniu 2021 władze miasta przyznały 1,9 mln złotych na remont zabytkowego obiektu. Zapowiedziano, że prace potrwają do końca 2023. Wydanie środków zostało jednak przesunięte na kolejne lata. W 2022 rozpoczęto tworzenie dokumentacji projektowo-kosztorysowej, jednak w 2023 wybrano nowego projektanta. W 2025 zapowiedziano realizację inwestycji w ciągu 5-6 lat.